# Draered
Draered är en bebyggelse öster om Borås i Toarps socken i Borås kommun. Från 2015 avgränsade SCB här en småort. Vid avgränsningen 2020 uppfylldes inte längre kraven för småort och den avregisterades.